# 제주특별자치도의 시내버스 노선 목록
제주특별자치도의 시내버스 노선 목록 페이지는 제주시와 서귀포시 면허의 각 시내버스 노선의 운행 구간과 이들 노선의 간략한 특징을 담고 있다.

## 참고
- 운행 시간란의 값은 별다른 표시가 없으면 기점 기준 첫차와 막차 출발 시각을 의미하며, 시각 옆 괄호 안에 지명이 표시되어 있는 경우 그 지명은 출발지를 의미한다.
- 배차란과 비고란에 운행 횟수가 두 개 표시된 경우는 왕편과 복편의 운행 횟수가 다른 경우로 전자가 왕편(기점→종점)과 후자가 복편(종점→기점)이다.
- 운행 시간과 배차는 모두 평일 기준이며, 토요일과 공휴일에는 변동이 있을 수 있다.
- 순환 노선, 단방향 운행 노선, 경유지 등에 대한 특이사항은 비고란에 서술하였다.
- 운행사란에 ‘(수요응답)’이라고 쓰여 있는 경우 해당 노선은 대형택시 차량으로 운행한다.

## 급행버스
| 노선번호 | 운행사   | 기점           | 경유지 | 종점             | 운행 시간           | 배차      | 비고                            |
| -------- | -------- | -------------- | --- | ---------------- | ------------------- | --------- | ------------------------------- |
| 101      | 금남여객 | 제주국제공항   | 제주버스터미널, 일주동로 (삼양, 조천, 함덕, 김녕, 세화, 성산, 신산, 표선, 남원, 구서귀)                    | 서귀포버스터미널 | 06:10 ~ 22:20       | 25 ~ 35분 |                                 |
| 102      | 제주여객 | 제주버스터미널 | 제주국제공항, 일주서로 (하귀, 애월, 한림, 신창, 고산, 대정, 화순, 중문)                                    | 서귀포버스터미널 | 06:00 ~ 22:00       | 35 ~ 40분 | 하귀초/하귀하나로마트 분리 운행 |
| 111      | 금남여객 | 제주국제공항   | 제주버스터미널, 번영로 (봉개, 대천), 송당, 수산, 성산                                                      | 성산항           | 06:20 ~ 21:30       | 70 ~ 90분 |                                 |
| 112      | 금남여객 | 제주국제공항   | 제주버스터미널, 제주대, 비자림로 (교래, 대천), 송당, 수산, 성산                                            | 성산항           | 06:40 ~ 22:10       | 70 ~ 90분 |                                 |
| 121      | 제주여객 | 제주국제공항   | 제주버스터미널, 번영로 (봉개, 대천, 성읍)                                                                  | 표선             | 06:15 ~ 22:00       | 70분      |                                 |
| 122      | 제주여객 | 제주국제공항   | 제주버스터미널, 제주대, 비자림로 (교래, 대천), 번영로 (성읍)                                               | 표선             | 09:15, 15:00, 20:50 | 3회       |                                 |
| 131      | 동진여객 | 제주국제공항   | 제주버스터미널, 번영로 (봉개), 남조로 (교래, 의귀)                                                         | 남원             | 06:00 ~ 21:50       | 120분     |                                 |
| 132      | 동진여객 | 제주국제공항   | 제주버스터미널, 제주대, 비자림로 (교래), 남조로 (의귀)                                                     | 남원             | 06:50 ~ 20:25       | 120분     |                                 |
| 151      | 극동여객 | 제주버스터미널 | 제주국제공항, 평화로 (제주관광대), 동광, 영어교육도시, 보성                                                | 모슬포           | 06:00 ~ 21:50       | 20 ~ 40분 | 5회 신평리 경유                 |
| 152      | 극동여객 | 제주버스터미널 | 제주국제공항, 평화로 (제주관광대), 동광, 화순                                                              | 모슬포           | 06:40 ~ 20:20       | 120분     |                                 |
| 181      | 동진여객 | 제주국제공항   | (순환) 제주버스터미널, 516로 (제주대, 성판악, 하례), 서귀포, 중문, 동광, 평화로 (제주관광대), 제주국제공항 | 제주버스터미널   | 06:05 ~ 22:30       | 35 ~ 50분 |                                 |
| 182      | 삼화여객 | 제주버스터미널 | (순환) 제주국제공항, 평화로 (제주관광대), 동광, 중문, 서귀포, 516로 (제주대, 성판악, 하례), 제주버스터미널 | 제주국제공항     | 06:05 ~ 22:30       | 30 ~ 45분 |                                 |

## 일반간선버스
| 노선번호 | 노선번호 | 운행사   | 기점             | 경유지                                                                                        | 종점             | 운행 시간     | 배차      | 비고                                                                            |
| -------- | -------- | -------- | ---------------- | --------------------------------------------------------------------------------------------- | ---------------- | ------------- | --------- | ------------------------------------------------------------------------------- |
| 201      | 201      | 금남여객 | 제주버스터미널   | (일주동로) 삼양, 조천, 함덕, 김녕, 세화, 성산, 표선, 남원, 효돈, 구서귀                       | 서귀포버스터미널 | 05:35 ~ 21:40 | 18 ~ 25분 | 12회/11회 세화고 경유 7회/8회 성산포 미경유 효돈초교/효돈농협 경유 분리 운행    |
| 202      | 202      | 제주여객 | 제주버스터미널   | (일주서로) 하귀, 애월, 한림, 신창, 고산, 대정, 화순, 중문, 서귀포터미널                       | 구서귀           | 05:40 ~ 21:40 | 15 ~ 25분 | 5회 남녕고 경유 사계리 경유 분리 운행                                           |
| 211      | 211      | 금남여객 | 제주버스터미널   | (번영로 ~ 중산간동로) 봉개, 대천, 송당, 수산2리, 성산                                         | 성산항           | 06:15 ~ 21:40 | 15 ~ 40분 | 3회 금백조로 경유 3회 수산초교 경유                                             |
| 212      | 212      | 금남여객 | 제주버스터미널   | (비자림로 ~ 중산간동로) 제주대, 산천단, 교래, 대천, 송당, 수산2리, 성산                       | 성산항           | 06:40 ~ 21:00 | 25 ~ 50분 | 3회 금백조로 경유 3회 수산초교 경유                                             |
| 221      | 221      | 제주여객 | 제주버스터미널   | (번영로) 봉개, 대천, 성읍                                                                     | 표선             | 06:10 ~ 21:30 | 20 ~ 40분 | 2회 삼달·신풍 경유                                                              |
| 222      | 222      | 제주여객 | 제주버스터미널   | (비자림로 ~ 번영로) 제주대, 산천단, 교래, 대천, 성읍                                          | 표선             | 06:20 ~ 20:38 | 60분      | 4회 가시리·토산1리 경유                                                         |
| 231      | 231      | 동진여객 | 제주버스터미널   | (번영로 ~ 남조로) 봉개, 교래, 의귀, 남원, 위미, 효돈                                          | 구서귀           | 06:00 ~ 21:36 | 22 ~ 50분 | 산하동/한남리 분리 운행                                                         |
| 232      | 232      | 동진여객 | 제주버스터미널   | (비자림로 ~ 남조로) 제주대, 산천단, 교래, 의귀, 남원, 위미, 효돈                              | 구서귀           | 06:22 ~ 20:44 | 70 ~ 80분 | 산하동/한남리 분리 운행                                                         |
| 240      | 240      | 삼화여객 | 제주버스터미널   | (1100로) 한라수목원, 1100고지, 영실                                                           | 중문             | 06:30 ~ 17:00 | 50 ~ 60분 |                                                                                 |
| 251      | 251      | 극동여객 | 제주버스터미널   | (평화로) 무수천, 제주관광대, 렛츠런파크, 면허시험장, 화전, 동광, 서광, 화순, 사계             | 모슬포           | 06:10 ~ 21:40 | 20 ~ 45분 | 화순: 안덕면사무소/상수동 분리 운행 평화로 구간 직행 노선과 완행 노선 모두 존재 |
| 252      | 252      | 극동여객 | 제주버스터미널   | (평화로) 무수천, 제주관광대, 렛츠런파크, 면허시험장, 화전, 동광, 서광, 덕수, 인성             | 모슬포           | 06:20 ~ 18:55 | 6회/5회   | 화순: 안덕면사무소/상수동 분리 운행 평화로 구간 직행 노선과 완행 노선 모두 존재 |
| 253      | 253      | 극동여객 | 제주버스터미널   | (평화로) 무수천, 제주관광대, 렛츠런파크, 면허시험장, 화전, 동광, 서광, 신평, 보성, 인성       | 모슬포           | 06:00 ~ 21:15 | 30 ~ 45분 | 화순: 안덕면사무소/상수동 분리 운행 평화로 구간 직행 노선과 완행 노선 모두 존재 |
| 254      | 254      | 극동여객 | 제주버스터미널   | (평화로) 무수천, 제주관광대, 렛츠런파크, 면허시험장, 화전, 동광, 서광, 신평, 대정농공단지     | 모슬포           | 07:15 ~ 19:35 | 4회       | 화순: 안덕면사무소/상수동 분리 운행 평화로 구간 직행 노선과 완행 노선 모두 존재 |
| 255      | 255      | 극동여객 | 제주버스터미널   | (평화로) 무수천, 제주관광대, 면허시험장, 동광, 항공우주박물관, 영어교육도시, 보성, 인성       | 모슬포           | 06:05 ~ 21:10 | 40 ~ 60분 |                                                                                 |
| 260      | 260      | 금남여객 | 제주버스터미널   | (중산간동로-비자림로) 봉개, 대흘, 와산, 대흘2리, 송당, 비자림                                 | 세화             | 06:20 ~ 21:30 | 30 ~ 60분 |                                                                                 |
| 270      | 270      | 극동여객 | 애월             | (애조로-연북로) 신엄, 서부경찰서, 한라대, 한라중학교, 제주여고, 아라                          | 제주대           | 06:36 ~ 21:20 | 20 ~ 60분 | 한라대/한라수목원 분리 운행                                                     |
| 281      | 281      | 동진여객 | 제주버스터미널   | (516로) 아라, 제주대, 산천단, 성판악, 하례, 토평, 구서귀                                      | 서귀포버스터미널 | 06:00 ~ 22:00 | 14 ~ 20분 |                                                                                 |
| 282      | 282      | 삼화여객 | 제주버스터미널   | (평화로) 무수천, 제주관광대, 렛츠런파크, 면허시험장, 화전, 동광, 창천, 중문, 서귀포버스터미널 | 구서귀           | 06:00 ~ 22:00 | 15 ~ 20분 | 평화로 구간 직행 노선과 완행 노선 모두 존재 2회 감산리 경유                     |
| 291      | 291      | 제주여객 | 제주버스터미널   | (중산간서로) 무수천, 고성, 장전, 상가, 납읍, 봉성                                             | 한림             | 05:50 ~ 21:30 | 20 ~ 30분 | 3회 어음2리 경유                                                                |
| 292      | 292      | 제주여객 | 제주버스터미널   | (일주서로-중산간서로) 외도, 하귀, 신엄, 상가, 납읍, 봉성                                      | 한림             | 05:40 ~ 20:20 | 7회       |                                                                                 |
| 295      | 295      | 금남여객 | 서귀포버스터미널 | 구서귀, 효돈, 위미, 의귀, 수망, 신흥, 토산, 가시, 표선, 삼달, 신산, 난산, 신양                | 성산포           | 05:50 ~ 19:30 | 10회      |                                                                                 |

## 제주간선버스
| 노선번호 | 운행사   | 기점           | 경유지 | 종점             | 운행 시간                   | 배차       | 비고                                           |
| -------- | -------- | -------------- | --- | ---------------- | --------------------------- | ---------- | ---------------------------------------------- |
| 300      | 제주공영 | 하귀           | 외도초교, 노형오거리, 한라병원, 보건소, 제주시청, 동광양, 삼양초교, 조천                                       | 함덕             | 06:20 ~ 20:30               | 30 ~ 40분  | 시내급행 (일부 정류장만 정차)                  |
| 311      | 삼화여객 | 한라수목원     | 남녕고, 한라병원, 도청, 제주시청, 동광양, 조천리                                                               | 함덕             | 05:10 ~ 22:10               | 30 ~ 40분  |                                                |
| 312      | 삼화여객 | 한라수목원     | 남녕고, 한라병원, 도청, 제주시청, 동문로터리, 삼화지구, 조천리                                                 | 함덕             | 06:00 ~ 21:25               | 30 ~ 40분  |                                                |
| 315      | 제주여객 | 수산           | 하귀휴먼시아, 외도부영A, 이호2동, 광평, 원노형, 도청, 제주국제공항, 제주버스터미널, 동문로터리, 연안여객터미널 | 국제여객선터미널 | 06:20 ~ 21:40               | 40분       |                                                |
| 316      | 제주여객 | 번대동         | 하귀휴먼시아, 외도부영A, 오광로, 광평, 원노형, 도청, 제주국제공항, 동문로터리, 화북초교                        | 삼양             | 06:00 ~ 21:50               | 30 ~ 40분  |                                                |
| 320      | 삼영교통 | 수산           | 하귀휴먼시아, 외도부영A, 도평, 광평, 제주고, 연북로, 제주여고, 근로복지공단                                    | 삼화지구         | 06:00 ~ 21:56               | 12 ~ 29분  |                                                |
| 325      | 극동여객 | 한라수목원     | 제주고, 탐라도서관, 연동대림A, 원노형, 제주오일장, 한라병원, 도청, 제주국제공항, 동문로터리, 삼양초교, 조천리  | 함덕             | 05:55 ~ 21:40               | 25 ~ 60분  |                                                |
| 326      | 극동여객 | 한라수목원     | 제주고, 탐라도서관, 연동대림A, 원노형, 제주오일장, 한라병원, 도청, 제주국제공항, 동문로터리, 삼화지구, 조천리  | 함덕             | 06:15 ~ 21:10               | 8회        |                                                |
| 331      | 금남여객 | 한라수목원     | 제주고, 한라대, 제주오일장, 제주국제공항, 제주버스터미널, 제주시청, 동광초교, 화북초교                         | 삼양             | 06:13 ~ 22:00               | 25 ~ 40분  | 삼양종점/삼양3동 분리 운행                     |
| 332      | 금남여객 | 한라수목원     | 제주고, 제원아파트, 도청, 제주국제공항, 제주버스터미널, 중앙로사거리, 천수동, 화북초교                         | 삼양             | 06:10 ~ 21:25               | 30 ~ 40분  | 삼양종점/삼양3동 분리 운행                     |
| 335      | 삼영교통 | 제주관광대학   | 백록초교, 남녕고, 한라병원, 제원아파트, 도청, 제주버스터미널, 동광양, 삼양초교, 대기고                         | 봉개             | 06:00 ~ 22:00               | 20 ~ 40분  | 동회천 연장 운행                               |
| 336      | 삼영교통 | 제주관광대학   | 한라대, 한라중학교, 도청, 제주버스터미널, 동광양, 삼화지구, 대기고                                             | 봉개             | 06:20 ~ 21:40               | 20 ~ 40분  | 동회천 연장 운행                               |
| 341      | 삼영교통 | 제주대학교     | 제주대병원, 제주시청, 동광양, 삼양초교, 조천리                                                                 | 함덕             | 06:00 ~ 22:00               | 25 ~ 96분  | 영주고 연장 운행                               |
| 342      | 삼영교통 | 제주대학교     | 제주대병원, 제주시청, 동광양, 삼화지구, 조천리                                                                 | 함덕             | 06:13 ~ 21:15               | 25 ~ 30분  | 영주고 연장 운행                               |
| 348      | 삼영교통 | 월평           | 중앙고, 제주대병원, 제주시청, 동광양, 삼양초교, 조천리                                                         | 함덕             | 06:20 ~ 20:51               | 12회 10회  |                                                |
| 349      | 삼영교통 | 월평           | 중앙고, 제주대병원, 제주시청, 동광양, 삼화지구, 조천리                                                         | 함덕             | 10:24 ~ 15:09               | 3회 4회    |                                                |
| 343      | 극동여객 | 제주버스터미널 | 제주국제공항, 제주버스터미널, 제주시청, 대유대림A, 대기고, 봉개, 4.3평화공원                                   | 절물             | 05:50 ~ 20:10               | 60 ~ 110분 |                                                |
| 344      | 극동여객 | 제주버스터미널 | 제주국제공항, 동문로터리, 대유대림A, 대기고, 봉개, 4.3평화공원                                                 | 절물             | 05:57 ~ 20:50               | 60 ~ 110분 |                                                |
| 345      | 동진여객 | 제주대학교     | 제주대병원, 제주여고, 한마음병원, 대유대림A                                                                    | 삼화지구         | 06:00 ~ 22:00               | 30 ~ 35분  |                                                |
| 346      | 동진여객 | 영주고         | 제주대학교, 제주대병원, 제주여고, 대유대림A, 천수동                                                            | 삼화지구         | 07:05 ~ 21:50               | 42 ~ 45분  | 제일중학교/탐라중학교 경유 분리 운행           |
| 347      | 동진여객 | 월평           | 중앙고, 한마음병원, 대유대림A                                                                                  | 삼화지구         | 06:05 ~ 21:50               | 35분       |                                                |
| 351      | 삼영교통 | 제주대학교     | 제주대병원, 제주시청, 동문로터리, 천수동, 삼양초교, 대기고                                                     | 봉개             | 06:10 ~ 21:57               | 17 ~ 41분  | 동회천 연장 운행 2회 영주고 연장 운행          |
| 352      | 삼영교통 | 제주대학교     | 제주대병원, 제주시청, 동문로터리, 사라봉, 삼양초교, 대기고                                                     | 봉개             | 06:51 ~ 20:55               | 39 ~ 76분  |                                                |
| 355      | 삼영교통 | 수산           | 하귀휴먼시아, 외도부영A, 제주오일장, 한라병원, 도청, 제주버스터미널, 제주시청, 제주대병원                      | 제주대학교       | 06:07 ~ 21:30               | 20 ~ 30분  | 3회 신산마을 경유                              |
| 356      | 삼영교통 | 수산           | 하귀휴먼시아, 외도부영A, 제주오일장, 한라병원, 도청, 연삼로, 제주대병원                                        | 제주대학교       | 06:23 ~ 21:50               | 25 ~ 30분  | 1회 신산마을 경유 영주고 연장 운행             |
| 357      | 삼영교통 | 수산           | 하귀휴먼시아, 외도부영A, 제주오일장, 한라병원, 도청, 연삼로, 중앙고                                            | 월평             | 07:34 ~ 14:58               | 5회 9회    |                                                |
| 358      | 삼영교통 | 수산           | 하귀휴먼시아, 외도부영A, 제주오일장, 한라병원, 도청, 제주버스터미널, 제주시청, 중앙고                          | 월평             | 06:38 ~ 20:50               | 9회 7회    | 1회 신산마을 경유                              |
| 360      | 삼영교통 | 제주대학교     | 제주대병원, 제주시청, 제주버스터미널, 도청, 제원아파트, 한라병원, 남녕고                                       | 제주고           | 06:05 ~ 22:04               | 7 ~ 15분   | 영주고/제주국제대 연장 운행                    |
| 365      | 삼영교통 | 제주대학교     | 제주대병원, 제주시청, 중앙로사거리, 제주국제공항, 도청, 제원아파트, 한라병원, 남녕고                           | 한라대학교       | 06:00 ~ 22:03               | 6 ~ 12분   | 영주고/제주국제대 연장 운행 2회 월평 방면 운행 |
| 366      | 삼영교통 | 한라대학교     | 연동지구, 남녕고, 한라병원, 제원아파트, 연남로, 제주여고, 제주대병원, 제주대학교                               | 영주고           | 07:10                       | 1회        | 편도 운행 등교노선                             |
| 367      | 삼영교통 | 한라대학교     | 연동지구, 남녕고, 한라병원, 제원아파트, 연남로, 제주여고, 중앙고                                               | 월평             | 06:55 (한라대) 17:04 (월평) | 1회        | 등하교노선                                     |
| 368 369  | 삼영교통 | 한라대학교     | 노형지구, 남녕고, 한라병원, 제원아파트, 연남로, 제주여고, 중앙고                                               | 월평             | 07:08 (한라대) 17:14 (월평) | 1회        | 등하교노선                                     |
| 370      | 삼영교통 | 수산           | 하귀, 외도부영A, 제주오일장, 도청, 제주국제공항, 용담, 중앙로, 제주시청, 중앙여고, 제주여고                    | 제주대병원       | 06:36 ~ 21:01               | 18 ~ 147분 |                                                |
| 380      | 삼영교통 | 함덕           | 조천, 삼양, 사라봉, 동문로터리, 제주시청, 중앙여고, 제주여고                                                   | 제주대병원       | 06:45 ~ 21:30               | 27 ~ 92분  |                                                |

## 제주지선버스
| 노선번호 | 운행사   | 기점             | 경유지 | 종점             | 운행 시간                   | 배차                 | 비고                                     |
| -------- | -------- | ---------------- | --- | ---------------- | --------------------------- | -------------------- | ---------------------------------------- |
| 411 412  | 극동여객 | 국제여객선터미널 | 동문로터리, 삼화지구, 대기고, 봉개, 월평, 중앙고, 제주여고, 제주시청, 중앙로사거리                                                          | 국제여객선터미널 | 06:50 ~ 20:50 06:40 ~ 20:20 | 30 ~ 70분 30 ~ 60분  | 순환노선                                 |
| 415      | 삼화여객 | 한라수목원       | 제주고, 남녕고, 한라병원, 제원아파트, 도청, 연삼로, 이도주공아파트, 대유대림A, 서해아파트, 동광양, 중앙로사거리                             | 국제여객선터미널 | 06:00 ~ 21:30               | 25 ~ 30분            |                                          |
| 421 422  | 금남여객 | 제주대학교       | 영평, 삼화지구, 화북마을, 동문로터리, 동광양, 서해아파트, 제주여고, 아라, 영평                                                              | 제주대학교       | 06:10 ~ 21:30               | 35 ~ 50분            | 순환노선 동화로/삼양동주민센터 분리 운행 |
| 425      | 극동여객 | 제주국제대       | 영평, 한마음병원, 인화동 | 국제여객선터미널 | 06:25 ~ 21:10               | 30 ~ 35분            |                                          |
| 426      | 극동여객 | 제주국제대       | 아라, 제주여고, 문예회관, 동문시장 | 국제여객선터미널 | 06:05 ~ 21:00               | 30 ~ 35분            |                                          |
| 431 432  | 극동여객 | 제주버스터미널   | 용담사거리, 사대부고, 서문시장, 탑동, 동문시장, 사라봉, 신천지아파트, 제주시청, 제주지방합동청사                                            | 제주버스터미널   | 06:10 ~ 21:05 06:40 ~ 21:00 | 35 ~ 45분 35 ~ 45분  | 순환노선                                 |
| 435 434  | 동진여객 | 한라도서관       | 정실, 신제주초교, 연미, 중앙여중, 관덕정, 중앙로사거리, 제주여상, 민속자연사박물관, 제주시청, 제주여고, 오등동, 정실, 신제주초교, 연미      | 한라도서관       | 06:50 ~ 21:55 06:10 ~ 21:50 | 30 ~ 70분 50 ~ 80분  | 순환노선                                 |
| 436 437  | 동진여객 | 한라도서관       | 오등동, 제주버스터미널, 오라1동, 연미, 중앙중, 연동대림A, 제일고, 한라중, 신제주초교, 정실                                                  | 한라도서관       | 06:00 ~ 21:50 06:20 ~ 21:45 | 60 ~ 90분 80 ~ 100분 | 순환노선                                 |
| 440      | 삼화여객 | 한라수목원       | 제주고, 탐라도서관, 연동대림A, 제원아파트, 도청, 제주버스터미널, 중앙여중, 사대부고, 중앙로사거리, 제주시청, 제일중, 탐라중, 대기고         | 봉개             | 06:00 ~ 21:30               | 60 ~ 70분            |                                          |
| 441 442  | 삼화여객 | 별빛누리공원     | 제주대입구, 제주대병원, 제주여고, 제주시청, 중앙로사거리, 사대부고, 중앙여중, 보건소, 제주여고                                              | 별빛누리공원     | 06:00 ~ 21:30 06:30 ~ 21:50 | 45 ~ 60분 40 ~ 60분  | 순환노선                                 |
| 445 444  | 삼화여객 | 도평             | 외도부영A, 도두, 해안도로, 사대부고, 중앙로사거리, 중앙여중, 제주버스터미널, 도청, 한라병원, 제주오일장, 도두                               | 도평             | 06:25 ~ 21:10 06:30 ~ 21:30 | 45 ~ 90분 45 ~ 100분 | 순환노선 양방향 각 2회 신산마을 경유     |
| 446      | 삼화여객 | 도평             | 외도부영A, 도두, 제주오일장, 한라병원, 도청, 용담사거리, 중앙로, 제주시청, 제주여고, 제주대병원                                             | 제주대 월평      | 06:10 ~ 21:40               | 12회                 | 3회 월평 종착                            |
| 447      | 삼화여객 | 도평             | 외도부영A, 도두, 해안도로, 사대부고, 중앙로, 제주시청, 제주여고, 제주대병원                                                                 | 제주대           | 06:10 ~ 21:40               | 40 ~ 130분           |                                          |
| 451 452  | 동진여객 | 도두             | 제주오일장, 삼무공원, 연동주민센터, 한라대, 도평, 외도부영A, 이호                                                                           | 도두             | 06:00 ~ 21:50 06:05 ~ 21:45 | 55 ~ 60분 50 ~ 60분  | 순환노선                                 |
| 453 454  | 동진여객 | 도두             | 제주오일장, 삼무공원, 제주도청, 제주국제공항, 용담사거리, 사대부고, 해안도로                                                                | 도두             | 06:10 ~ 21:10 06:05 ~ 21:35 | 85 ~ 100분 80 ~ 95분 | 순환노선                                 |
| 455      | 삼화여객 | 장전             | 수산, 하귀, 고성1리, 광령3·2·1리, 정존마을, 제주오일장, 한라병원, 도청, 제주국제공항, 용담, 중앙로, 제주시청, 제주대병원                    | 제주대학교       | 06:00 ~ 21:30               | 30 ~ 40분            | 관광대 경유 분리 운행                    |
| 461      | 삼화여객 | 해안마을         | 정존마을, 남녕고, 한라병원, 도청, 제주버스터미널, 중앙로사거리, 탑동, 서문시장, 동산교                                                      | 해안마을         | 06:00 ~ 21:30               | 60 ~ 70분            | 순환노선 (편도)                          |
| 462      | 삼화여객 | 해안마을         | 노형지구, 제주오일장, 연동입구, 제주버스터미널, 중앙여중, 사대부고, 용문마을, 오라3동                                                       | 해안마을         | 06:20 ~ 21:50               | 60 ~ 70분            | 순환노선 (편도)                          |
| 465      | 삼화여객 | 도립미술관       | 한라수목원, 제주고, 연동대림A, 노형오거리, 도청, 제주국제공항, 서문시장, 동문시장, 연안여객터미널, 인화동, 동광양, 제주버스터미널, 월성마을 | 도립미술관       | 06:20 ~ 21:40               | 40분                 | 순환노선 (편도)                          |
| 466      | 삼화여객 | 축산마을         | 한라수목원, 제주고, 연동대림A, 노형오거리, 도청, 제주국제공항, 제주버스터미널, 동광양, 인화동, 연안여객터미널, 동문시장, 서문시장, 월성마을 | 축산마을         | 06:00 ~ 21:20               | 40분                 | 순환노선 (편도)                          |
| 471      | 동진여객 | 제주국제대       | 영평, 오등동, 정실, 신제주초교, 한라병원, 남녕고, 정존마을                                                                                  | 한라대학교       | 06:03 ~ 21:38               | 75 ~ 100분           |                                          |
| 472      | 동진여객 | 제주국제대       | 첨단동로, 영평, 제주여고, 제주지방합동청사, 민오름, 신제주초교, 한라병원, 남녕고, 정존마을                                                  | 한라대학교       | 06:43 ~ 22:00               | 77 ~ 100분           |                                          |
| 473      | 동진여객 | 제주국제대       | 제주대학교, 죽성, 정실, 신제주초교, 한라병원, 남녕고, 정존마을                                                                              | 한라대학교       | 06:23 ~ 21:58               | 70 ~ 165분           |                                          |
| 475      | 동진여객 | 제주대학교       | 제주대입구, 산천단, 관음사 | 탐라교육원       | 06:20 ~ 19:45               | 45 ~ 80분            |                                          |
| 477      | 동진여객 | 제주대학교       | 제주대병원, 연북로, 제원아파트, 한라병원, 남녕고, 정존마을, 노형지구                                                                        | S중앙병원        | 06:00 ~ 21:40               | 40 ~ 60분            |                                          |
| 490      | 삼화여객 | 제주대학교       | 첨단과기단지 한화꿈에그린, 카카오, 국제자유도시개발센터                                                                                     | 제주대학교       | 06:00 ~ 22:45               | 15분                 | 편도 노선                                |

## 서귀포간선버스
| 노선번호 | 운행사              | 기점           | 경유지 | 종점                   | 운행 시간     | 배차      | 비고                                                                        |
| -------- | ------------------- | -------------- | --- | ---------------------- | ------------- | --------- | --------------------------------------------------------------------------- |
| 500      | 금남여객 서귀포운수 | 하모리(운진항) | 하모체육공원, 대정고등학교(해병부대), 화순환승정류장(안덕농협), 중문환승정류장(중문우체국), 중문고등학교, 제주월드컵경기장.서귀포버스터미널, 서귀포여자중학교, 중앙로터리(서귀포등기소), 비석거리(국민연금공단서귀포지사), 위미2리교차로 | 남원리(남원환승정류장) | 05:40 ~ 21:45 | 15~35분   |                                                                             |
| 510      | 동성교통            | 국제컨벤션센터 | 스위트호텔, 중문우체국, 중문고, 서귀포버스터미널, 서귀포여고, 제주은행, 중앙로터리, 비석거리, 효돈, 위미 | 남원                   | 06:43 ~ 22:18 | 11 ~ 33분 | 4회 위미중학교 경유 저상버스 운행                                           |
| 520      | 동서교통            | 국제컨벤션센터 | 별내린전망대, 중문우체국, 대포, 강정, 법환, 서귀포여중, 중앙로터리, 서귀포중학교, 비석거리, 파라다이스호텔, 보목 | 효돈중학교             | 06:20 ~ 22:12 | 28분      |                                                                             |
| 521      | 동서교통            | 국제컨벤션센터 | 별내린전망대, 중문우체국, 대포, 강정, 법환, 서귀포여고, 중앙로터리, 파라다이스호텔, 보목 | 효돈중학교             | 06:00 ~ 21:10 | 55분      |                                                                             |
| 531      | 동서교통            | 대평           | 예래, 중문, 중문고, 하원, 서귀포여고, 제주은행, 중앙로터리, 서귀포오일장, 토평 | 하례리입구             | 06:14 ~ 22:34 | 30분      | 서귀포버스터미널/월평·강정·법환 분리 운행 5회/4회 남주고 경유 저상버스 운행 |
| 532      | 동서교통            | 화순           | 창천초교, 색달, 중문, 중문고, 서귀포버스터미널, 서귀포여고, 제주은행, 중앙로터리, 서귀포오일장, 토평 | 하례리입구             | 06:27 ~ 21:09 | 24 ~ 80분 | 1회/3회 남주고 경유                                                         |

## 서귀포지선버스
| 노선번호 | 운행사     | 기점           | 경유지 | 종점           | 운행 시간                                                         | 배차                | 비고                                                                              |
| -------- | ---------- | -------------- | --- | -------------- | ----------------------------------------------------------------- | ------------------- | --------------------------------------------------------------------------------- |
| 611      | 금남여객   | 충혼묘지       | 돈내코, 토평, 비석거리, 중앙로터리, 서귀포여중, 서호, 서귀포여고, 서문로터리, 서귀포항                               | 천지연폭포     | 07:00 ~ 21:30                                                     | 60 ~ 90분           | 4회 상효원수목원 경유                                                             |
| 612      | 금남여객   | 충혼묘지       | 토평공업단지, 토평, 비석거리, 중앙로터리, 제주은행, 서귀포항                                                         | 천지연폭포     | 06:20 ~ 21:30                                                     | 20 ~ 60분           |                                                                                   |
| 615      | 금남여객   | 하례리입구     | 동상효, 토평, 서귀포오일장, 중앙로터리, 뉴경남호텔                                                                   | 외돌개         | 06:10 ~ 21:30                                                     | 30 ~ 50분           | 일부 남주중고교 경유                                                              |
| 623 624  | 동서교통   | 하례리입구     | 신례리, 상원동, 대성동, 상위미, 위미, 하례1리, 효돈중, 효돈초교, 동상효                                              | 하례리입구     | 06:40 ~ 20:42 06:31 ~ 20:16                                       | 45 ~ 50분 45 ~ 50분 | 순환노선 저상버스 운행 6회 위미중학교 경유 저상버스 운행                          |
| 621      | 동서교통   | 하례리입구     | 신례리, 공천포, 효돈, 서상효, 토평, 서귀포오일장, 동문로터리, 제주은행, 중앙로터리, 서귀포오일장                     | 하례리입구     | 06:35 ~ 21:05                                                     | 50 ~ 70분           | 순환노선 효돈중학교/가온누리 분리 운행 2회 남주고·헬스케어타운 경유 저상버스 운행 |
| 622      | 금남여객   | 하례리입구     | 신례리, 공천포, 효돈, 동문로터리, 중앙로터리, 서호, 서귀포여고                                                       | 외돌개         | 06:50 ~ 21:45                                                     | 6회 5회             |                                                                                   |
| 625      | 동서교통   | 토평           | 서귀포오일장, 동홍주공, 동문로터리, 중앙로터리, 서귀포고, 동홍분식                                                   | 헬스케어타운   | 06:13~21:08                                                       | 30 ~ 40분           | 4회/2회 남주고 경유 저상버스 운행                                                 |
| 627      | 서귀포공영 | 공업단지입구   | 하례리입구, 신례리, 공천포, 효돈중, 비석거리, 중앙로터리, 동문로터리                                                 | 외돌개         | 07:00 ~ 19:30                                                     | 5회                 |                                                                                   |
| 630      | 동서교통   | 토평           | 서귀포오일장, 중앙로터리, 제주은행, 동문로터리, 비석거리                                                             | 보목           | 06:35 ~ 21:30                                                     | 25 ~ 50분           | 6회/3회 남주고 경유 저상버스 운행                                                 |
| 633      | 금남여객   | 대평           | 예래, 색달, 중문, 중문고, 서귀포버스터미널, 서귀포여고/서귀포여중, 중앙로터리, 동문로터리                            | 삼성여고       | 06:40 ~ 20:55                                                     | 10회                |                                                                                   |
| 635      | 동서교통   | 토평           | 서귀포오일장, 서흥동, 서귀포보건소, 중앙로터리, 제주은행, 동문로터리                                                 | 남주고         | 06:45 ~ 20:55                                                     | 25 ~ 40분           | 3회 서귀포여중 경유 저상버스 운행                                                 |
| 643 644  | 금남여객   | 농업기술원     | 중앙도서관, 서홍동, 중앙로터리, 제주은행, 서귀포여중, 서호, 법환, 강정, 대천동주민센터, 서귀포버스터미널, 서귀포시청 | 농업기술원     | 06:00 ~ 21:40 06:10 ~ 21:30                                       | 40 ~ 70분 40 ~ 90분 | 순환노선 4회/1회 서호초교 경유                                                    |
| 641 642  | 금남여객   | 천지연폭포     | 동문로터리, 중앙로터리, 서홍동, 고근산, 서귀포시청, 법환, 서귀포여고, 서문로터리                                     | 천지연폭포     | 06:40 ~ 21:30 06:35 ~ 21:40                                       | 10회 10회           | 순환노선                                                                          |
| 645      | 동서교통   | 약천사         | 월평, 강정, 서귀포버스터미널, 중흥S클래스, 서귀포시청, LH1·2단지, 서호, 서귀포여중                                   | 중앙로터리     | 06:48 ~ 22:20                                                     | 22 ~ 28분           | 저상버스 운행 국립기상과학원/공무원연금공단 경유 분리 운행                        |
| 651      | 금남여객   | 회수           | 중문, 중문고, 월평, 강정, 법환, 서귀포여고, 중앙로터리                                                               | 동문로터리     | 06:30 ~ 21:30                                                     | 30 ~ 80분           |                                                                                   |
| 652      | 금남여객   | 회수           | 중문, 대포, 약천사, 강정, 법환, 서귀포여고, 중앙로터리                                                               | 동문로터리     | 06:55 ~ 20:25                                                     | 90 ~ 125분          |                                                                                   |
| 655      | 금남여객   | 천제연폭포     | 중문우체국, 회수, 활오름, 서귀포시청, 서홍동, 중앙로터리, 동문로터리, 서귀포오일장, 토평, 동상효, 신례리             | 공천포훈련센터 | 06:20 ~ 21:20                                                     | 40 ~ 60분           | 3회 남주고 경유                                                                   |
| 690      | 서귀포공영 | 평안전문요양원 | 토평, 서귀포오일장, 중앙로터리, 동문로터리, 서귀포여고, 법환, 강정, 월평, 중문고, 중문, 스위트호텔, 국제컨벤션센터   | 대포포구       | 06:20 ~ 20:20                                                     | 8회                 |                                                                                   |
| 691      | 서귀포공영 | 천지연         | 동문로터리, 중앙로터리, 서홍동, 서귀포중앙도서관, 강정지구, 혁신도시LH아파트, 서귀포여고, 외돌개, 중앙로터리         | 천지연         | 06:40 (신시가지)/07:20 (천지연) 07:00 (천지연)/07:37 (중앙도서관) | 2회                 | 순환노선 전기버스 운행                                                            |
| 692      | 서귀포공영 | 천지연         | 동문로터리, 중앙로터리, 외돌개, 서귀포여고, 혁신도시LH아파트, 서귀포중앙도서관, 서홍동, 중앙로터리                   | 천지연         | 06:50                                                             | 1회                 | 순환노선 전기버스 운행                                                            |

## 읍면지선버스
| 노선번호 | 노선번호    | 운행사     | 기점                         | 경유지                                                         | 종점         | 운행 시간                   | 배차      | 비고                                   |
| -------- | ----------- | ---------- | ---------------------------- | -------------------------------------------------------------- | ------------ | --------------------------- | --------- | -------------------------------------- |
| 701      | 701-1 701-2 | 제주공영   | 조천                         | 함덕, 에덴빌리지, 대흘, 와산, 교래, 와흘, 동수동               | 조천         | 06:25 ~ 20:25 06:35 ~ 20:05 | 8회 8회   | 순환노선                               |
| 701      | 701-3 701-4 | 제주공영   | 조천                         | 조천, 에덴빌리지, 대흘, 와산, 와흘상동, 번영로, 와흘, 동수동   | 조천         | 06:30 ~ 19:50 07:55 ~ 18:25 | 5회 4회   | 순환노선                               |
| 702      | 702-1 702-2 | 제주공영   | 조천                         | 신흥, 함덕, 대흘, 와산, 와흘, 신안                             | 조천         | 06:20 ~ 20:25 06:40 ~ 20:32 | 12회 12회 | 순환노선 동수동/신안 분리 운행         |
| 703      | 703-1 703-2 | (수요응답) | 신촌리                       | 조천, 함덕, 에덴빌리지, 대흘, 봉소동, 양천동, 조천             | 신촌리       | 06:40 ~ 20:35 07:00 ~ 20:40 | 10회 10회 | 순환노선                               |
| 704      | 704-1 704-2 | 제주공영   | 함덕리                       | 낙선동, 선흘, 목선동, 선인동, 거문오름, 와산, 대흘             | 함덕리       | 06:50 ~ 18:40 07:40 ~ 21:02 | 6회 5회   | 순환노선 2회 1회 멍중내 경유           |
| 704      | 704-3       | 제주공영   | 함덕리                       | 낙선동, 선흘, 목선동, 선인동, 와산, 대흘                       | 함덕리       | 06:30 ~ 21:12 08:15 ~ 20:15 | 5회 6회   | 순환노선 역방향 1회 멍중내 경유        |
| 704      | 704-4       | 제주공영   | 함덕리                       | 북촌, 동백동산, 덕천, 상덕천                                   | 송당리       | 06:45 ~ 20:30               | 6회       |                                        |
| 705      | 705         | 제주공영   | 함덕리                       |                                                                |              | 06:30~19:40                 | 20~70     |                                        |
| 711      | 711-1       | 제주공영   | 김녕리                       | 만장굴, 덕천, 상덕천, 송당, 비자림, 평대                       | 세화리       | 06:52 ~ 20:15               | 11회      | 저상버스 운행                          |
| 711      | 711-2       | 제주공영   | 김녕리                       | 만장굴, 벌탬못, 한라용사촌, 용암해수단지, 평대, 세화, 서문동   | 종달항       | 06:45 ~ 20:35               | 10회      |                                        |
| 721      | 721-1       | 서귀포공영 | 성읍리                       | 대천환승센터, 수산, 신양, 성산일출봉, 성산고                   | 고성리       | 07:20 ~ 18:00               | 4회       |                                        |
| 721      | 721-2       | 서귀포공영 | 성읍리                       | 대천환승센터, 수산, 성산일출봉, 성산고, 신양                   | 고성리       | 06:50 ~ 18:30               | 4회       |                                        |
| 721      | 721-3       | 서귀포공영 | 성읍리                       | 수산, 신양, 성산일출봉, 성산고                                 | 고성리       | 07:50 ~ 20:20               | 6회       |                                        |
| 722      | 722-1       | 서귀포공영 | 성읍리                       | 신풍, 성산농협신산지점, 난산, 성산고, 성산일출봉               | 고성리       | 07:30 ~ 20:10               | 9회       |                                        |
| 722      | 722-2       | 서귀포공영 | 성읍리                       | 삼달, 성산농협신산지점, 난산앞동산, 성산고, 성산일출봉         | 고성리       | 07:10 ~ 19:40               | 10회      |                                        |
| 731      | 731-1       | 서귀포공영 | 성읍리                       | 삼달1리, 신풍, 하천                                            | 표선리       | 07:30 ~ 20:40               | 8회       |                                        |
| 731      | 731-2       | 서귀포공영 | 성읍리                       | 삼달, 신천                                                     | 표선리       | 07:35 ~ 20:30               | 8회       |                                        |
| 732      | 732-1       | 서귀포공영 | 성읍리                       | 가시, 토산1리, 세화1리                                         | 표선리       | 07:20 ~ 20:30               | 8회       |                                        |
| 732      | 732-2       | 서귀포공영 | 표선체육관 예담요양원 표선리 | 표선                                                           | 가시리       | 07:35 ~ 20:30               | 8회       | 안좌동·두수동/도린동산 분리 운행       |
| 732      | 732-3       | 서귀포공영 | 토산리                       | 세화3리, 세화1리                                               | 표선리       | 07:20 ~ 20:23               | 9회       | 4회 관통사 경유                        |
| 741      | 741-1 741-2 | 서귀포공영 | 남원리                       | 태흥3리, 신흥, 토산1리, 신흥2리, 신흥1리                       | 남원리       | 07:10 ~ 20:20 07:30 ~ 20:00 | 18회 9회  | 순환노선 고수동 경유 분리 운행         |
| 742      | 742-1 742-2 | 서귀포공영 | 남원리                       | 태흥3리, 신흥1리, 신흥2리, 동모루, 의귀, 한남                  | 남원리       | 07:20 ~ 19:20 07:10 ~ 19:10 | 9회 9회   | 순환노선                               |
| 743      | 743-1 743-2 | (수요응답) | 의귀리                       | 한남, 대성동, 위미, 상위미, 대성동                             | 의귀리       | 07:20 ~ 20:10 07:25 ~ 20:20 | 15회 15회 | 순환노선 양방향 각 4회 위미중학교 경유 |
| 751      | 751-1       | 서귀포공영 | 모슬포                       | 보성, 신평, 구억, 영어교육도시, 서광서리, 덕수                 | 화순리       | 07:30 ~ 19:50               | 9회       |                                        |
| 751      | 751-2       | 서귀포공영 | 모슬포                       | 보성, 신평, 구억, (영어교육도시), 서광서리, 덕수, 화순         | 대평리       | 07:00 ~ 20:20               | 10회 9회  | 5회 영어교육도시 경유                  |
| 752      | 752-1 752-2 | 서귀포공영 | 모슬포                       | 산이수동, 사계, 화순, 창천, 상창, 광평, 동광환승센터, 인성     | 모슬포       | 07:00 ~ 19:20 07:00 ~ 19:20 | 12회 12회 | 순환노선                               |
| 761      | 761-1       | (수요응답) | 고산리                       | 신도, 무릉1리, 평지동, 인향동, 신평, 보성                      | 모슬포       | 07:20 ~ 18:00               | 5회       |                                        |
| 761      | 761-2       | 서귀포공영 | 고산리                       | 신도, 무릉1리, 평지동, 인향동, 농공단지, 일과                  | 모슬포       | 07:00 ~ 19:10               | 9회       |                                        |
| 761      | 761-3       | (수요응답) | 현대미술관                   | 저지, 청수, 산양, 신평, 보성                                   | 모슬포       | 07:20 ~ 17:36               | 5회       |                                        |
| 771      | 771-1       | 제주공영   | 고산리                       | 용수, 신창, 한원, 낙천, 조수1리, 저지, 오설록, 신화역사공원    | 동광리       | 06:45 ~ 19:40               | 7회       |                                        |
| 771      | 771-2       | 제주공영   | 고산리                       | 조수2리, 산양, 청수, 오설록, 신화역사공원                      | 동광리       | 07:00 ~ 20:25               | 9회       |                                        |
| 772      | 772-1 772-2 | 제주공영   | 고산리                       | 조수2리, 산양, 청수, 저지, 조수1리, 낙천, 한원, 신창, 용수     | 고산리       | 06:40 ~ 20:50 06:50 ~ 20:48 | 24회 23회 | 순환노선 전답동/신수동 분리 운행       |
| 781      | 781-1 781-2 | (수요응답) | 한림2리                      | 강구, 상대, 귀덕3리, 귀덕1리, 대림, 한림, 옹포사거리           | 한림2리      | 06:45 ~ 20:40 07:00 ~ 21:03 | 15회 15회 | 순환노선                               |
| 782      | 782-1 782-2 | (수요응답) | 한림2리                      | 강구, 한림3리, 귀덕3리, 봉성, 귀덕초교, 대림, 한림, 옹포사거리 | 한림2리      | 06:50 ~ 20:45 07:05 ~ 20:40 | 14회 14회 | 순환노선                               |
| 783      | 783-1       | 제주공영   | 한림리                       | 신명동, 금악, 이시돌삼거리                                     | 동광환승센터 | 06:38 ~ 19:15               | 7회       | 상명리 경유 분리 운행 저상버스 운행    |
| 783      | 783-2       | 제주공영   | 한림리                       | 신명동, 금악, 양돈단지, 이시돌단지                             | 동광환승센터 | 06:30 ~ 20:20               | 7회       |                                        |
| 784      | 784-1       | 제주공영   | 한림리                       | 옹포, 금능, 농공단지, 월림, 저지, 오설록, 신화역사공원         | 동광환승센터 | 06:45 ~ 20:25               | 13회      |                                        |
| 784      | 784-2       | 제주공영   | 한림리                       | 진근동, 금능, 조수, 낙천, 청수, 산양, 오설록, 신화역사공원     | 동광환승센터 | 06:55 ~ 20:40               | 10회      |                                        |
| 785      | 785         | 제주공영   | 한림리                       | 명월, 금악, 상명, 월림, 저지, 조수1리                          | 신창리       | 06:45 ~ 20:30               | 23회      | 두모/복호동 분리 운행                  |
| 791      | 791         | 제주공영   | 하귀리                       | 상귀, 광령3리, 항몽유적지                                      | 유수암단지   | 06:35 ~ 20:55               | 28회      |                                        |
| 792      | 792-1 792-2 | 제주공영   | 하귀리                       | 수산, 장전, 소길, 유수암, 장전, 용흥, 신엄                     | 하귀리       | 06:25 ~ 20:50 06:45 ~ 20:50 | 19회 19회 | 순환노선                               |
| 793      | 793-1       | 제주공영   | 하귀리                       | 무수천, 광령, 용흥, 하가, 고내                                 | 애월리       | 06:30 ~ 20:20               | 12회      | 고성/유수암·소길 분리 운행             |
| 793      | 793-2       | 제주공영   | 하귀리                       | 수산, 당동, 신엄, 용흥, 하가, 고내                             | 애월리       | 07:22 ~ 20:00               | 9회/10회  |                                        |
| 794      | 794-1       | 공영버스   | 애월리                       | 고내, 하가, 납읍, 봉성                                         | 어음리       | 06:35 ~ 20:46               | 20회      |                                        |
| 794      | 794-2       | 공영버스   | 애월리                       | 납읍, 봉성                                                     | 애월리       | 06:50 ~ 20:55               | 25회      |                                        |

## 관광지순환버스·시티투어버스
| 노선번호 | 노선번호    | 운행사     | 기점         | 경유지                                                                                             | 종점         | 운행 시간                   | 배차      | 비고                   |
| -------- | ----------- | ---------- | ------------ | -------------------------------------------------------------------------------------------------- | ------------ | --------------------------- | --------- | ---------------------- |
| 810      | 810-1 810-2 | 관광지순환 | 대천환승센터 | 송당리, 용눈이오름, 비자림, 어대오름, 동백동산습지센터, 선인동, 세계자연유산센터                   | 대천환승센터 | 08:30 ~ 17:30 08:30 ~ 17:30 | 16회 16회 | 순환노선               |
| 820      | 820-1 820-2 | 관광지순환 | 동광환승센터 | 자동차박물관, 소인국테마파크, 구억리, 산양곶자왈, 제주평화박물관, 현대미술관, 오설록, 신화역사공원 | 동광환승센터 | 08:30 ~ 17:30 08:30 ~ 17:30 | 16회 16회 | 순환노선               |
| 820      | 820-3       | 관광지순환 | 제주도청     | 평화로, 동광환승센터, 신화역사공원, 오설록                                                         | 영어교육도시 | 07:47 18:15                 | 1회       |                        |
| 880      | 880         | 서귀포공영 | 서귀포오일장 | 동홍동, 중앙로터리, 외돌개, 솔동산입구, 천지연, 동문로터리, 중앙로터리                             | 서귀포오일장 | 09:00 ~ 20:30               | 18회      | 순환노선 전기버스 운행 |

## 심야버스
전일과 주말만 운행하는 3001번, 3007번, 3008번 등을 제외한 모든 노선이 평일에만 운행한다.
| 노선번호 | 운행사     | 기점              | 경유지                                                                                         | 종점          | 운행 시간                                                   | 배차    | 비고 |
| -------- | ---------- | ----------------- | ---------------------------------------------------------------------------------------------- | ------------- | ----------------------------------------------------------- | ------- | --- |
| 3001     | 관광지순환 | 제주국제공항      | 제주버스터미널, 중앙로사거리, 공항, 한라병원, 남녕고, 제일고, 연동대림A, 제원A, 도청           | 제주국제공항  | 22:00 ~ 00:10 22:15 ~ 00:25                                 | 5회 5회 | 순환노선 전일 운행                                                                                                 |
| 3002     | 관광지순환 | 영주고 중앙고     | 신성여고, 제주여고, 제주시청, 중앙로사거리, 제주여상, 오현중고                                 | 삼양초        | 22:10 (영주고)/23:00 (삼양) 22:20 (삼양)/23:05 (중앙고)     | 2회     | 하교노선 삼양 23:00 출발 차량은 아라 종착                                                                          |
| 3003     | 관광지순환 | 영주고 제주대학교 | 제주여고, 제주시청, 서사라, 사대부고, 제주국제공항, 제원아파트, 남녕고, 제주고                 | 한라대학교    | 22:20 (영주고)/23:37 (한라대) 22:10 (한라대)/23:15 (제주대) | 2회     | 하교노선 제주대 23:15 출발 차량은 제주고 종착                                                                      |
| 3004     | 관광지순환 | 월평마을 제주여고 | 제주여고, 제주시청, 중앙로, 사대부고, 제주국제공항, 제주서중, 한라대학교                       | 제주고        | 22:15 (월평)/23:15 (제주고) 22:35 (제주고)/23:25 (제주여고) | 2회     | 하교노선 한라도서관 출발 노선 (22:00, 전일 운행) : 터미널, 제원아파트, 남녕고, 제주고.                             |
| 3005     | 관광지순환 | 대기고            | 서해아파트, 대림아파트, 이도주공, 제원아파트, 남녕고, 제주고                                   | 한라대학교    | 22:20 ~ 23:20 22:20 ~ 23:26                                 | 2회     | 하교노선 |
| 3006     | 관광지순환 | 대기고            | 삼양, 오현고, 인제, 광양, 제주버스터미널, 제주서중, 백록초, 한라대학교                         | 제주고        | 22:10 ~ 23:05 22:10 ~ 23:10                                 | 2회     | 하교노선 |
| 3007     | 관광지순환 | 우당도서관        | 제주여상, 동문로타리, 중앙여중, 인제, 수선화아파트, 삼양, 화북주공                             | 우당도서관    | 22:30 ~ 23:30                                               | 2회     | 하교노선 (편도) 토요일·공휴일 운행                                                                                 |
| 3008     | 관광지순환 | 한라대학교        | 백록초, 남녕고, 중앙여중, 용담, 제주국제공항, 제주서중, 외도초교, 도평                         | 한라대학교    | 22:30 ~ 23:30                                               | 2회     | 하교노선 (편도) 토요일·공휴일 운행 한라도서관 출발 노선 (22:00) : 터미널, 제원아파트, 남녕고, 제주고(중흥S클래스). |
| 5001     | 동서교통   | 남주고            | 서귀포중앙로타리, 신효, 위미3리, 남원읍사무소                                                  | 신흥1리사무소 | 23:00                                                       | 1회     | 하교노선 (편도) |
| 5002     | 동서교통   | 서귀포여고        | 서귀포중앙로타리, 비석거리, 신효, 위미3리, 남원읍사무소                                        | 신흥1리사무소 | 23:00                                                       | 1회     | 하교노선 (편도) |
| 5003     | 동서교통   | 서귀포여고        | 서귀포중앙로타리, 서귀포고, 산지물, 동홍초입구, 동문로타리, 비석거리, 영천동주민센터           | 토평마을회관  | 23:00                                                       | 1회     | 하교노선 (편도) |
| 5004     | 동서교통   | 남주고            | 산지물, 서귀포중앙로타리, 서귀포여고, 서귀포버스터미널, 대천동주민센터, 하원동, 강정초교       | 주거물        | 23:00                                                       | 1회     | 하교노선 (편도) |
| 5005     | 동서교통   | 삼성여고          | 서귀포중앙로타리, 서귀포여고, 서귀포버스터미널, 중문고, 중문우체국, 창천초교, 안덕농협         | 제주조각공원  | 23:00                                                       | 1회     | 하교노선 (편도) |
| 5006     | 동서교통   | 남주고            | 산지물, 서귀포중앙로타리, 서귀포여중, 서귀포버스터미널, 중문고, 중문우체국, 창천초교, 안덕농협 | 제주조각공원  | 23:00                                                       | 1회     | 하교노선 (편도) |